# Cletocamptus nudus
Cletocamptus nudus is een eenoogkreeftjessoort uit de familie van de Canthocamptidae. De wetenschappelijke naam van de soort is voor het eerst geldig gepubliceerd in 2005 door Gomez.